# Югуш
Югу́ш (рос. Югуш) — присілок у складі Артинського міського округу Свердловської області.
Населення — 8 осіб (2010, 10 у 2002).
Національний склад станом на 2002 рік: росіяни — 100 %.